# جيف وليامز (دراج)
جيف وليامز (بالإنجليزية: Jeff Williams) هو دراج بريطاني، ولد في 18 أغسطس 1958 في مانشستر في المملكة المتحدة.

## وصلات خارجية
- جيف وليامز على موقع أرشيف الدراجات (الإنجليزية)
- جيف وليامز على موقع إحصائيات الدراجات الإحترافية (الإنجليزية)
- جيف وليامز على موقع أوليمبيديا (الإنجليزية)
- جيف وليامز على موقع اللجنة الأولمبية البريطانية (الإنجليزية)